# Ismo Vorstermans
Ismo Vorstermans (* 30. März 1989 in Almere, Flevoland) ist ein ehemaliger niederländischer Fußballspieler, der auf der Position des Innenverteidigers spielte.

## Karriere
Vorstermans begann seine Karriere in der renommierten Jugendakademie von Ajax, bevor er nach Utrecht wechselte. Sein Profidebüt für den Verein gab er am 23. September 2009 in einem KNVB-Pokalspiel gegen Groningen (2:4-Niederlage). Er spielte die vollen 90 Minuten, wurde aber in der Nachspielzeit durch Nana Akwasi Asare ersetzt. In der Saison 2010/11 wurde er in die erste Mannschaft von Utrecht berufen, wo er im Qualifikationsspiel gegen KF Tirana sein Debüt im europäischen Fußball gab. In einem Spiel, das 1:1 endete, verteidigte Utrecht einen 4:0-Sieg aus dem Hinspiel und eine frühe 0:1-Führung durch ein Tor von Ricky van Wolfswinkel. Sein erstes Tor für den Verein erzielte Vorstermans am 23. Januar 2011 beim 3:0-Sieg gegen Ajax, es war das dritte Tor für Utrecht nach einem Pass von Michael Silberbauer.
In der Saison 2011/12 wechselte Vorstermans auf Leihbasis bis zum Saisonende zum VVV-Venlo, wo er im Sommer 2012 um eine Saison verlängert wurde. Nachdem sein Vertrag bei Utrecht im Juli 2013 aufgelöst worden war, schloss sich Vorstermans im August 2013 als freier Mitarbeiter Dordrecht an. Nach nur einer Woche im Verein verkündete der technische Direktor von Dordrecht, Marco Boogers, auf Twitter, dass der 24-jährige Vorstermans als Profifußballer zurücktrete, um sich auf seine Ausbildung zu konzentrieren. Vorstermans bestritt ein Spiel für Dordrecht gegen Excelsior, in dem er ein Tor erzielte, sich aber auch verletzte. Dies war sein letztes Spiel als Profifußballer.
Ein Jahr später begann Vorstermans beim Oberligisten SV Spakenburg zu spielen. Wegen anhaltender Verletzungen verließ er den Verein 2017 und beendete seine Fußballkarriere.